# 영구 쌍극자
영구쌍극자(永久雙極子)는 양전하의 중심이 음전하의 중심과 항상 어긋나 있는 원자나 분자를 말한다.

## 영구쌍극자 모멘트
영구 쌍극자 모멘트(永久雙極子moment)는 원자와 분자 따위의 계에 음양 전하의 쏠림이 있을 때 발생하는 계의 고유 전기 쌍극자(electric dipole) 또는 쌍극자(dipole)이다. 예를 들면, 전하의 뒤틀림이 없는 분자는 이러한 모멘트가 없지만, 분자는 전하가 한쪽으로 쏠리기 때문에 이러한 모멘트가 있다.

## 유발쌍극자
유발 쌍극자(誘發雙極子)는 영구 쌍극자를 가지고 있는 분자가 다른 분자의 전자를 한쪽으로 치우치게 만듦으로써 발생되는 쌍극자를 가리킨다.

## 같이 보기
- 반데르발스 힘